# Zsolt Bánkuti
Zsolt Bánkuti (18 de abril de 1976) es un deportista húngaro que compitió en lucha libre. Ganó una medalla de oro en el Campeonato Europeo de Lucha de 2001, en la categoría de 58 kg.

## Palmarés internacional
| Campeonato Europeo | Campeonato Europeo | Campeonato Europeo | Campeonato Europeo |
| Año                | Lugar              | Medalla            | Categoría          |
| ------------------ | ------------------ | ------------------ | ------------------ |
| 2001               | Budapest (Hungría) | Medalla de oro     | 58 kg              |